# Tectaria coadunata
Tectaria coadunata är en ormbunkeart som först beskrevs av Nathaniel Wallich, William Jackson Hooker och Grev., och fick sitt nu gällande namn av Carl Frederik Albert Christensen. Tectaria coadunata ingår i släktet Tectaria och familjen Tectariaceae. Utöver nominatformen finns också underarten T. c. minor.